# دانييل هانتينغتون
دانييل هانتينغتون (بالإنجليزية: Daniel Huntington)‏ هو رسام وفنان أمريكي، ولد في 4 أكتوبر 1816 في نيويورك في الولايات المتحدة، وتوفي بنفس المكان في 19 أبريل 1906.